# Ынтымак (Таласская область)
Ынтымак (до 2001 г. — Калинин) — село в Бакай-Атинском районе Таласской области Кыргызстана. Административный центр Шадыканского аильного округа. Код СОАТЕ — 41707 220 808 01 0.

## Население
По данным переписи 2009 года, в селе проживало 2454 человека.